# Џони Вилкинсон
Џони Вилкинсон (енгл. Jonny Wilkinson; 25. мај 1979) је бивши енглески рагбиста и један од најбољих отварача (енгл. Fly-half) свих времена.

## Биографија
Рођен је 25. маја 1979 у Фримлију, малом месту у Уједињеном Краљевству, рагби је почео да тренира као дете, а професионалну каријеру започео је 1997. у премијерлигашу Њукаслу. Први меч за "црвене руже" - рагби јунион репрезентацију Енглеске одиграо је 4. априла 1998. против Ирске. Учествовао је на 4 светска првенства (1999, 2003, 2007 и 2011. ), а 2003. је био кључни играч који је својим шутем донео титулу светског шампиона Енглеској. Исте године проглашен је за најбољег рагбисту света. Освојио је куп европских шампиона са Тулоном два пута, француску лигу са Тулоном, енглеску лигу са Њукаслом и 4 купа шест нација са Енглеском. Постигао је 1 179 поена за енглеску репрезентацију и после Дена Картера је други по броју постигнутих поена када су у питању репрезентације. Вилкинсон је постигао 2049 поена за Њукасл и 1 884 поена за Тулон.